# Buschball

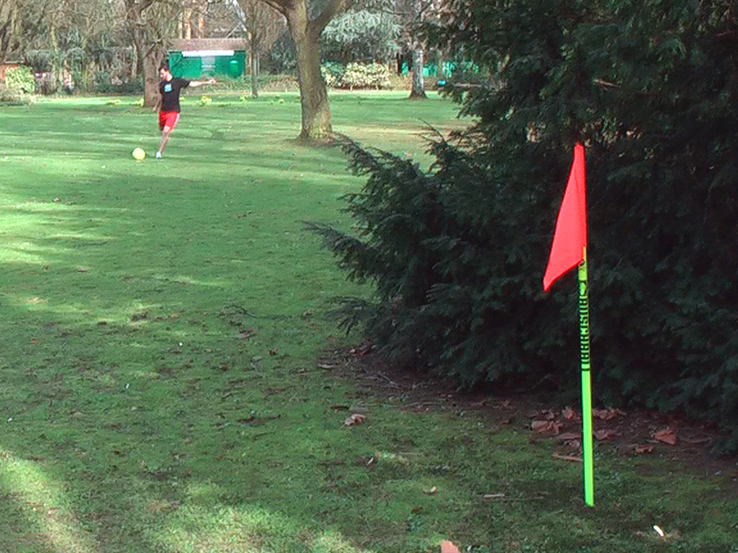
Buschballspieler beim Schuss auf die „Pole“ im Volkspark Rheinhausen

Buschball ist eine Funsportart und die Kombination aus Crossgolf und Fußball. Es ist nicht zu verwechseln mit Fußballgolf, das zwar auf demselben Grundprinzip beruht, sich jedoch in wesentlichen Teilen von Buschball unterscheidet.

## Regeln, Ablauf und Ziel des Spiels
Das Ziel des Spiels ist das Treffen einer Fahne, der sogenannten „Pole“ (engl.: Stange), mit einem Fußball, mit so wenigen Schüssen wie möglich. Sowohl die Fahnenstange als auch das Tuch zählen hierbei als Ziel. Es gibt keinen festgelegten Parcours, stattdessen wählen die Spieler reihum die Position des Ziels selbst. Dabei werden Büsche, Bäume und andere vorhandene Hindernisse (Parkbänke, Wasserläufe etc.) mit einbezogen, um das Treffen der Fahne zu erschweren.
Vor Spielbeginn wird die Reihenfolge der Spieler ausgelost. Der erste Spieler stellt die Fahne für die erste Runde auf, der zweite Spieler beginnt anschließend das Spiel. Waren alle Spieler einmal an der Reihe, stellt der zweite Spieler die Fahne für die zweite Runde auf usw.
Jeder Spieler hat maximal neun Schüsse, um die Pole zu treffen. Hat er danach das Ziel nicht getroffen, werden zehn Punkte notiert (9 plus ein Strafpunkt) und der nächste Spieler ist an der Reihe. Am Ende jeder Runde bekommt der Spieler mit den wenigsten Schüssen in der betreffenden Runde eine „Beste Runde“ notiert.
Der erste Durchgang ist beendet, wenn jeder Spieler einmal die Fahne aufstellt hat. Die Spieler können selbst entscheiden, wie viele Durchgänge sie absolvieren (üblich sind jedoch zwei Durchgänge mit maximal sechs Spielern). Der Gewinner ist derjenige Spieler, der am Ende des letzten Durchgangs die wenigsten Schüsse gebraucht hat. Bei Gleichstand entscheidet die Anzahl der „Besten Runden“.
Wichtig ist beim Spielen, dass der Ball nicht berührt werden darf, so lange er sich noch bewegt. Das heißt, er muss nach jedem Schuss ausrollen. Vor einem Schuss dürfen die Spieler lose Objekte wie Äste, Steine usw. entfernen, um sicher schießen zu können. Hindernisse vor dem Ball dürfen jedoch nicht bewegt werden.

## Verhältnis zu Golfsportvarianten
Das Zielen auf eine Fahne ist eine Analogie zum Golfsport, die geringe Einstiegsschwelle verbindet Buschball besonders mit den einfacheren Golfvarianten Swingolf und Crossgolf. Während Golfsportvarianten aber mit Schlägern gespielt und Bälle in Löcher befördert werden, wird Buschball mit dem Fuß gespielt, analog zum Fußballgolf. Im Unterschied zu diesem gibt es aber keine festgelegten Bahnen, es wird auch nicht eingelocht, sondern ausschließlich auf die Fahne gespielt, die das Ziel darstellt. Damit entfallen Eingriffe in den Boden, so dass genehmigungsfrei in allen öffentlichen Grünanlagen gespielt werden kann. Die Spieler wählen die Position des Ziels selbst, wodurch ein zusätzliches taktisches Element besteht. Der Spielverlauf wird immer wieder verändert, auch gibt es im Allgemeinen kein „Aus“, stattdessen muss der Ball auch aus dem Gebüsch weitergespielt werden.

## Geschichte
Erstmals wurde die Sportart im Jahre 1977 gespielt. Damals fehlten einigen Freunden genug Mitspieler für ein Fußballspiel und so versuchten sie, mit dem Fußball Bäume und Straßenschilder zu treffen. Nachdem dies zu langweilig wurde, bezogen sie Büsche als Hindernisse mit ein und die erste Variante der Sportart war geboren.
Nach einiger Zeit verflachte das Interesse jedoch, bis rund 30 Jahre später der Student Johannes Schmitt von Buschball hörte. Gemeinsam mit Martin Sowa überarbeitete er das Konzept des Spiels. Aufgrund der erhöhten Gefahr beim Spielen auf Verkehrsschilder entwarfen sie die „Pole“ als transportables Ziel.

## Spieler und Vereine
Seit der „Wiedergeburt“ der Sportart steigt die Spielerzahl konstant. Im Jahre 2008 waren es noch 35 regelmäßig aktive Spieler, ein Jahr später waren bereits rund 150 Spieler registriert. Der erste Buschball-Verein ist der 1. Buschballverein Rheinhausen '08 e.V., der 2008 in Rheinhausen gegründet wurde. Im Jahre 2009 folgten der 1. Hamburg Poppenbütteler Buschball Club '09 e.V. in Hamburg und der 1. Buschball Club Cologne 2009 e.V. in Köln. Am 11. November 2011 wurde der 1. Buschball Club Frechen 2011 e.V. gegründet. Weitere Vereine und Spielgemeinschaften gibt es mittlerweile unter anderem in Solingen, Leipzig, Dresden und Ilmenau.

## Deutsche Meisterschaft
Am 5. Juni 2010 fand in Frechen die erste deutsche Buschballmeisterschaft statt. Insgesamt 61 Spieler aus ganz Deutschland nahmen an der Meisterschaft teil. Zunächst mussten sich die Spieler in der Vorrunde für die Zwischenrunde qualifizieren. In die Zwischenrunde kamen dann die besten 32 Teilnehmer, die dann um die 16 Endrundenplätze kämpften.
Im Finale konnte sich der bereits im Vorfeld favorisierte Christoph vom 1. BC Cologne 09 gegen Sonja (1. BC Solingen 09), Judith (1. BC Cologne 09) und Jakob (1. BC Cologne 09) durchsetzen.
Am 18. Juni 2011 folgte die zweite deutsche Meisterschaft, erneut war Frechen der Austragungsort. Den Titel sicherte sich dieses Mal Nico vom 1. BC Cologne 09 im Finale gegen Alex (Dirmstein), Bernd (VTHC Frechen) und Lothar (Frechen).
Die dritte deutsche Meisterschaft wurde am 16. Juni 2012 im Kurt-Bornhoff-Sportpark in Frechen ausgetragen. Zum ersten Mal gewann eine Buschballerin das Turnier: Judith vom 1. BC Cologne 09 landete vor Vorjahressieger Nico (1. BC Cologne 09), Olaf (1. BC Frechen) und Andreas (1. BC Frechen).
Die Ergebnisse der bisherigen Turniere:
| 2010  | 2010                         | 2011  | 2011                         | 2012  | 2012                          |
| Platz | Name (Verein/Ort)            | Platz | Name (Verein/Ort)            | Platz | Name (Verein/Ort)             |
| ----- | ---------------------------- | ----- | ---------------------------- | ----- | ----------------------------- |
| 1.    | Christoph (1. BC Cologne 09) | 1.    | Nico (1. BC Cologne 09)      | 1.    | Judith (1. BC Cologne 09)     |
| 2.    | Sonja (1. BC Solingen)       | 2.    | Alex (Dirmstein)             | 2.    | Nico (1. BC Cologne 09)       |
| 3.    | Judith (1. BC Cologne 09)    | 3.    | Bernd (VTHC Frechen)         | 3.    | Olaf (1. BC Frechen)          |
| 4.    | Jakob (1. BC Cologne 09)     | 4.    | Lothar (Frechen)             | 4.    | Andreas (1. BC Frechen)       |
| 5.*   | Claudio (Viktoria Frechen)   | 5.    | Christoph (1. BC Cologne 09) | 5.    | Kabommel (1. BBC Niederrhein) |
| 5.*   | Manuel (1. BBC Niederrhein)  | 6.    | Jens (BBV Rheinhausen 08)    | 6.    | Hartmut (1. BC Frechen)       |
| 7.    | Florian (1. HPBC)            | 7.    | Jakob (1. BC Cologne 09)     | 7.    | Claus (Köln)                  |
| 8.    | Rutsche (1. BC Solingen 09)  | 8.    | Judith (1. BC Cologne 09)    | 8.*   | Flo (BBV Rheinhausen 08)      |
| 9.    | Janek (BBG Dresden)          | 9.    | Jamil (Niederkassel)         | 8.*   | Thomas (1. BC Frechen)        |
| 10.   | Thomas (Köln)                | 10.   | Sonja (1. BC Solingen 09)    | 8.*   | Lothar (1. BC Frechen)        |

* geteilter Platz